# Pozuelo (kommun i Spanien, Kastilien-La Mancha, Provincia de Cuenca)
Pozuelo är en kommun i Spanien.   Den ligger i provinsen Provincia de Cuenca och regionen Kastilien-La Mancha, i den centrala delen av landet, 120 km öster om huvudstaden Madrid.